# Turška kopel
Turška kopel (francosko Le Bain turc) je oljna slika  Ingresa, sprva dokončana med letoma 1852 in 1859, vendar spremenjena leta 1862 . Slika prikazuje skupino golih žensk ob bazenu v haremu. Ima erotičen slog, ki vzbuja tako bližnjevzhodne kot tudi starejše zahodne sloge, povezane z mitološko vsebino. Slika se širi na številne motive, ki jih je Ingres raziskoval v zgodnejših slikah, zlasti v Kopalki (1808) in Veliki odaliski (1814).
Delo je podpisano in datirano leta 1862, ko je bilo Ingresu približno 82 let . Spremenil je prvotni pravokotni format in sliko spremenil v tondo. Fotografijo originalne slike je posnel Charles Marville .

## Opis
Slika je znana po svoji subtilni barvi, predvsem po zelo bledi koži žensk, ki počivajo v zasebnosti kopalnega prostora. Figure dobijo skoraj abstraktno in »vitko in vijugasto« obliko in zdi se, da jim včasih  manjka okostje. Urejene so na zelo skladen, krožen način, ukrivljene postavitve, ki še poveča erotičnost slike. Napolnjenost je deloma dosežena z uporabo motivov, ki vključujejo implicirano meglo orientalskih parfumov ter vključitev vaz, tekoče vode, sadja in draguljev, pa tudi palete, ki sega od bledo bele do roza, slonovine, svetlo sivih in različne rjave .
Ingres je užival v ironiji, da je v starosti ustvaril erotično delo, na delu je narisal napis svoje starosti (AETATIS LXXXII, "pri 82 letih") - leta 1867 je drugim povedal, da je še vedno ohranil »ves ogenj človeka tridesetih let« . Tega dela ni slikal z živimi modeli, ampak iz krokija in več njegovih prejšnjih slik, pri čemer je ponovno uporabil figure kopalke in odaliske, ki jih je narisal ali naslikal kot posamične figure na posteljah ali ob kopeli.
Lik iz Kopalke se skorajda identično pojavlja kot osrednji element poznejše kompozicije, zdaj pa igra mandolino. Ženska v ozadju z iztegnjeno roko in držanjem skodelice spominja na sedečo v njegovem portretu gospe Moitessier (1856). Obraz ženske z dvignjenimi rokami nad glavo na skrajni desni je podoben kroki (1818) umetnikove žene Delphine Ramel, čeprav je desna rama spuščena, medtem ko je desna roka dvignjena. Ostala telesa so nameščena na različnih neosvetljenih območjih za njimi.
Ingres je črpal iz najrazličnejših slikarskih virov, vključno v akademski umetnosti 19. stoletja, neoklasicizmu in poznim manierizmom. Barvitost je ena izmed '«sovražnih hladnosti«, medtem ko se figure združujejo med seboj na način, ki izzove spolnost, toda na koncu naj bi pokazala Ingresovo spretnost pri kljubovanju racionalni perspektivi.

## Orientalistični vplivi
Na Ingresa je vplivala sodobna moda orientalizma, ki jo je znova začela Napoleonova invazija na Egipt. Ko je leta 1806 odšel v Italijo, je v svoje zvezke prepisal besedilo, v katerem je hvalil »kopeli v Mohamedovem seraju", v katerem je mogoče prebrati opis harema, kjer gre za »prostor, obdan z zofami [...] in prav tam je veliko žensk, ki strežejo sultani pri kopeli, brišejo njeno  lepo telo in ji vtirajo nežne parfume v njeno kožo; tam se potem čutno spočije« .
Leta 1825 je prepisal odlomek iz Pisma z Orienta lady Mary Wortley Montagu, ki je leta 1716 spremljala svojega moža, britanskega diplomata v Osmanskem cesarstvu. Njena pisma so bila v Franciji objavljena osemkrat med letoma 1763 in 1857 in vzbudila orientalistično modo. Odlomek, ki ga je Ingres prepisal, je imel naslov Opis ženske kopeli v Adrianopleu in se glasi: »Verjamem, da je bilo tam okoli dvesto žensk. Lepe gole ženske v različnih pozah ... nekatere se pogovarjajo, druge ob svojem delu, nekatere pijejo kavo ali degustirajo sorbet in mnoge so se nonšalantno raztezale, medtem ko so si njihove sužnje (na splošno očarljiva dekleta, stara 17 ali 18 let) lase spenjali v fantastičnih oblikah.« Okolje Turške kopeli pa je malo podobno javnemu kopanju, ki ga je opisala Lady Montagu .
V nasprotju z  Delacroixom, ki je obiskal alžirski harem, Ingres nikoli ni potoval v Afriko ali na Bližnji vzhod, prikazane kurtizane pa so po videzu bolj kavkaške in evropske kot bližnjevzhodne ali afriške . Za Ingres je bila orientalska tema predvsem izgovor za prikaz ženskega akta v pasivnem in spolnem kontekstu. Eksotičnih elementov je na sliki malo, med njimi: glasbila, kadilnica in nekaj ornamentov.

## Poreklo
Prvi slikarjev kupec je bil sorodnik Napoleona III., vendar jo je vrnil nekaj dni pozneje, saj je njegova žena ugotovila, da je »neprimerna« ('peu convenable). Leta 1865 jo je kupil Khalil Bey, nekdanji turški diplomat, ki jo je dodal svoji zbirki erotičnih slik .
Edgar Degas je zahteval, da se Turška kopel prikaže na razstavi Universelle (1855), ki je povzročila različne reakcije: Paul Claudel jo je na primer primerjal s »torto, polno črvičkov«. Na začetku 20. stoletja so meceni želeli Turško kopel ponuditi Louvru, vendar jih je muzejski svet dvakrat zavrnil .  Potem ko je bila ponujena v odkup nacionalni zbirki v Münchnu, jo je Louvre leta 1911 dokončno sprejel, zahvaljujoč daru Société des Amis du Louvre, katere patron Maurice Fenaille je dal triletno brezobrestno posojilo 150.000 frankov za ta namen.